# Суфізм
Суфі́зм (також суфійський іслам або тасаввуф (араб. صوفية), імовірно від арабського суф (араб. صوف) — шерсть, суфій — той що носить вовняний плащ) — містико-аскетична течія в ісламі. Cуфізм був найпотужнішим культуротворчим
чинником в багатьох мусульманських країнах.
Вважається, що перші суфії з'явилися на межі VIII та IX століть в Іраку та Сирії. Імовірно під цим терміном об'єднуються різні містичні вчення, які виникли в мусульманському культурному середовищі з давніх часів і по теперішній час. Визнаючи реальним лише існування Бога (Аллаха), а навколишні речі та явища — його еманацією, послідовники суфізму оголошують вищою метою життя містичне з'єднання душі людини з Богом, тим самим суфізм має схожість зі світоглядом дгармічних релігій. Суфії намагаються збагнути потаємний зміст коранічних одкровень, для чого суворо дотримуються приписів Корану і Суни, беруть участь у чуваннях, приймають обітниці, дотримуються додаткових постів. Водночас вони проповідують містичну некорисливу любов до Аллаха, бажаючи злитися з ним. Кінцевою метою суфізму вважається знищення своїх якостей як особистості, що має спричинити повне поєднання, злиття з божественною істиною.
«З'єднання з божеством», за вченням суфізму, відбувається в екстазі, до якого повинні доводити себе віряни. В арабо-ісламській термінології суфій — це закоханий в Істину, той, хто рухається до Досконалості. Рух до якоїсь абстрактної Істини за допомогою любові та відданості до Бога суфії називають тарікатом (шляхом).
Для раннього суфізму характерний пантеїзм з окремими матеріалістичними елементами. Згодом під впливом неоплатонізму, індійської філософії та деяких ідей християнства центральне місце в суфізмі займають аскетизм і скрайній містицизм. В теософській традиції суфізм ототожнюється з езотеричним ісламом.
Суфізм — неоднорідна течія: до нього приєднувалися представники різних богословських шкіл і напрямів ісламу. Він неодноразово відігравав значну роль у політичному житті мусульманських країн як ідеологія повстанських рухів, зокрема як мюридизм на Північному Кавказі, а також антиколоніальної боротьби.

## Суфізм
З точки зору суфіїв, суфізм — це шлях очищення душі від поганих якостей (нафса) та прищеплення похвальних якостей духу (рух). Цей шлях мюрід («шукач», «спраглий») проходить під керівництвом мюршіда («духовного наставника»), що дійшов до кінця шляху і отримав від свого мюршіда дозвіл (іджаза) на наставництво, або самостійно за наявності розвиненої природної інтуїції (внутрішнього вчителя).
Суфійські шейхи є частиною ланцюжка наступності навчання, яка згідно з канонами сходить до Пророка. Той, у якого немає іджаза («печатки серця») від свого шейха на повчання мюрідів, не є істинним шейхом і не має права навчати охочих суфізму (тассаввуфу, тарікату).
Згідно з канонічною традицією, суфієм може бути виключно мусульманин, все таке, що суперечить Шаріату не може бути суфізмом, про це писав видатний суфійський шейх Імам Раббані (Ахмад Сірхінді, Ахмад Фарук) у «Мактубат» («Письмена»). При цьому мається на увазі що Шаріат як ісламська дисципліна і традиції є складовою частиною шляху.
Богослов аль-Газалі (1058—1111) вважав, що суфізм — це сама суть ісламу.
Богослов Ібн Тайм (1263—1328) неоднозначно ставився до суфізму, але повністю на відміну від Ібн Абд аль-Ваххаба його не заперечував.
Серед мусульман спостерігається досить неоднозначне ставлення до суфізму, від повного заперечення даного явища, до фактичного заміщення ісламських релігійних почуттів у контексті ліберального ісламу.

### Течії
Всі напрями суфізму поєднує палке прагнення до поєднання з Богом шляхом взаємної любові, що веде до пізнання через любов  та є метою суфія, якого називають «тим, хто пізнав».  
- Класичний суфізм — суфізм, пов'язаний виключно з сунізмом і культивований в тюркському та арабському середовищах. Араби і тюрки побудували систему суфійських орденів, розробили філософську і поетичну складову суфізму. Знаменитий танець дервішів[4] почав вперше практикуватися у тюрків. При цьому танець дервішів та зікри — це різні практики.

- Кавказький суфізм — традиційний іман, що передається у вигляді народних звичаїв у кавказьких мусульманських народів. Відмітною особливістю є груповий зікри і фанатична відданість народним звичаям, переплетеним з ісламом.

- Індуїстський суфізм — суфізм, що виник у ведичному Індостані з часу проникнення ісламу до Індії. Відмінною рисою його є переплетення ісламу з індуїзмом і йогою. Коли європеєць називає себе суфієм, мається на увазі саме індуїстський суфізм.

Дослідники відзначають наступні розгалуження суфізму:
- радикальний та помірний. Перший орієнтований на почуттєве злиття з Богом (вчення ал-Халладжа), другий орієнтований на інтелектуальне поєднання з Богом (вчення ал-Газалі); [5]
- пантеїзм та поклоніння святим[6];
- інтелектуальний та прагматичний напрямки[7]. Перший був представлений вченнями Ібн ал-Арабі та його супротивника ас-Сімнані, а другий спрямований на розробку практичних методів безпосереднього переживання єдності з Богом, які розгалужуються на вчення
  - екстатичного захоплення (галаба) та тверезого перебування у Бозі (стан бака). Сп'яніння любов'ю може приймати характер несамовитості, поширена метафора - сп'яніння від вина (вчення ал-Бістамі). Школа тверезості (сахв) Джунайда толерантніше сприймалася нормативним ісламом.

### Культурологічні особливості
У країнах Європи суфізм ототожнюється з ліберальним або освіченим ісламом, в якому наголос робиться перш за все на внутрішній світогляд, а не на зовнішні ритуали, такі як суворе виконання намазів тощо, які відходять на другий план або взагалі не вітаються. У зв'язку з чим в середовищі мусульманських «ортодоксів» суфізм не визнається як такий та вважається ледь не внутрішньоісламською єрессю, а самі суфії — фасіками (невірними). З іншого боку бути суфієм в освіченому світі цілком природно, про що неодноразово говорили вчені та інші громадські діячі сучасних ісламських країн.
Варто відзначити, що суфізм, який культивується в Європі, це зовсім інший суфізм, ніж той, що існує на Заході або в країнах Близького Сходу.

## Основні риси суфізму
- Проповідь бідності — факр.
- Ствердження примарності (аш-шабах) навколишнього світу.
- Відмова від мирського, відлюдництво — зухд.
- Екстатичні обряди (сама) – «танці дервішів», вірші (з численним згадуванням імені Аллаха – зікр)[8].
- Безмовна молитва — таффакур (багато суфіїв вважають таффакур ефективнішою молитвою ніж традиційне виконання намазу).
- Покладання на волю Аллаха — таввакуль.
- Алегоричне тлумачення Корана – тавіль[9].

### Езотеризм у суфізмі

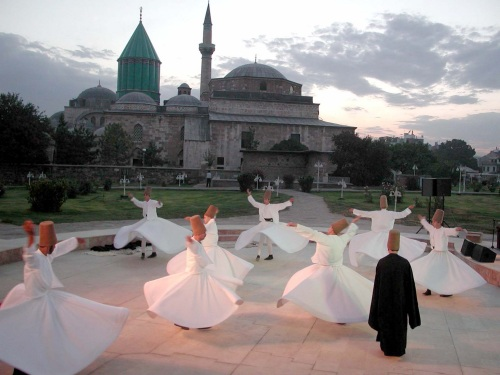
Туреччина, танець Дервішів.

- Основною рисою прояву містицизму в суфізмі є алегоричне тлумачення Корану — та'віль, і релігії взагалі. Більш того суфії визнають писання Старого та Нового заповітів, вважаючи Коран їх логічним продовженням. Подібно до інших релігій, іслам вчить, що Бог створив людину не для того, щоб вона одного разу померла — через Коран проходить думка про відродження та оновлення. Відомий вірш із писання говорить: «Він — той, хто дав вам життя, і Він пошле вам смерть, а потім знову дарує вам життя». Та ж ідея зустрічається в Корані як застереження ідолопоклонникам: «Господь створив вас, дбав про вас, потім ви помрете із волі, потім Він знову дасть вам життя. Чи можуть ідоли (яких ви кличете богами) зробити для вас все це? Слава Господу!». В традиції ісламу, однак, ці та інші аналогічні уривки з Корану, можливо пов'язані з реінкарнацією, зазвичай трактуються як обіцянка воскресіння. Часті згадки в Корані про воскресіння, на думку деяких дослідників, можуть з рівною часткою ймовірності ставитися і до реінкарнації.[10][11] Наприклад, в Сурі 20:55/57 наводяться слова Бога, звернені до Мойсея: «Ми створили тебе з землі, і Ми знову звернемо тебе в землю, і потім знову створимо тебе». Деякі дослідники трактують зміст цього вірша як тіла, яке постійно створюється і руйнується, і душі, котра після смерті тіла народжується знову, але вже в іншому тілі.[10][11])

- На початку XX століття суфійські ідеї зливаються з матеріалістичними тенденціями науково-технічної революції й освіти, які на Сході, на відміну від Заходу, відбувалися з нерозривним зв'язком з магометанством як загальною суспільно-політичною надбудовою. Бути суфієм в Туреччині часів Ататюрка могло означати бути матеріалістом в контексті ісламу. Подібно до того бути «суфієм» в сучасній Європі означає не більше ніж ліберальне ставлення до ісламу і вже потім певну езотеричну захопленість.Якщо ти не суфій, то ваххобіт, якщо ж зовсім суфій, то не вірний

## Шлях суфія
Докладніше: Тарикат  
1. шаріат (араб. شريعة) — неухильне виконання законів мусульманської релігії
2. сулук / сайр[12], тарикат (араб. طريقة) — послушництво[джерело?] в ролі мюрида при істинному суфійському шейху
3. маріфат[en] (араб. معرفة) — пізнання Бога не розумом, а серцем
4. хакікат[en] (араб. حقيقة) — повне осягнення істини

## Етимологія
Існує кілька гіпотез походження слів «тасастуф», «суфій». Загальноприйнятою є точка зору, висловлена ще середньовічними мусульманськими авторами, відповідно до якої слово суфізм походить від арабського «суф» (араб. صوف — вовна). Здавна грубе вовняне одіяння вважалося звичайним атрибутом аскетів-пустельників, «божих людей», а також містиків. 
Суфії часто зводять його етимологію до кореня слову «сафа» (чистота), «сифат» (властивість), або до виразу ахль ас-суффа («люди лави, або навісу»), що застосовувалося стосовно незаможних сподвижників пророка Мухаммеда, що жили в його мечеті у Медині, і відзначалися своїм аскетизмом.
Деякі дослідники вважали, що ці слова неарабського походження. Зокрема західноєвропейські вчені аж до початку XX в, схилялися до думки про те, що слово тассавуф походить від грецького слова «софія» (мудрість)..
На початковому етапі формування суфізму замість слова тассастуф звичайно використовувалися слова зухд (аскетизм, помірність, зречення від світу) і захід (аскет) або близьке до нього абід (прочанин, подвижник). Починаючи з 2 століття хіджри послідовників суфізму стали називати суфіями.

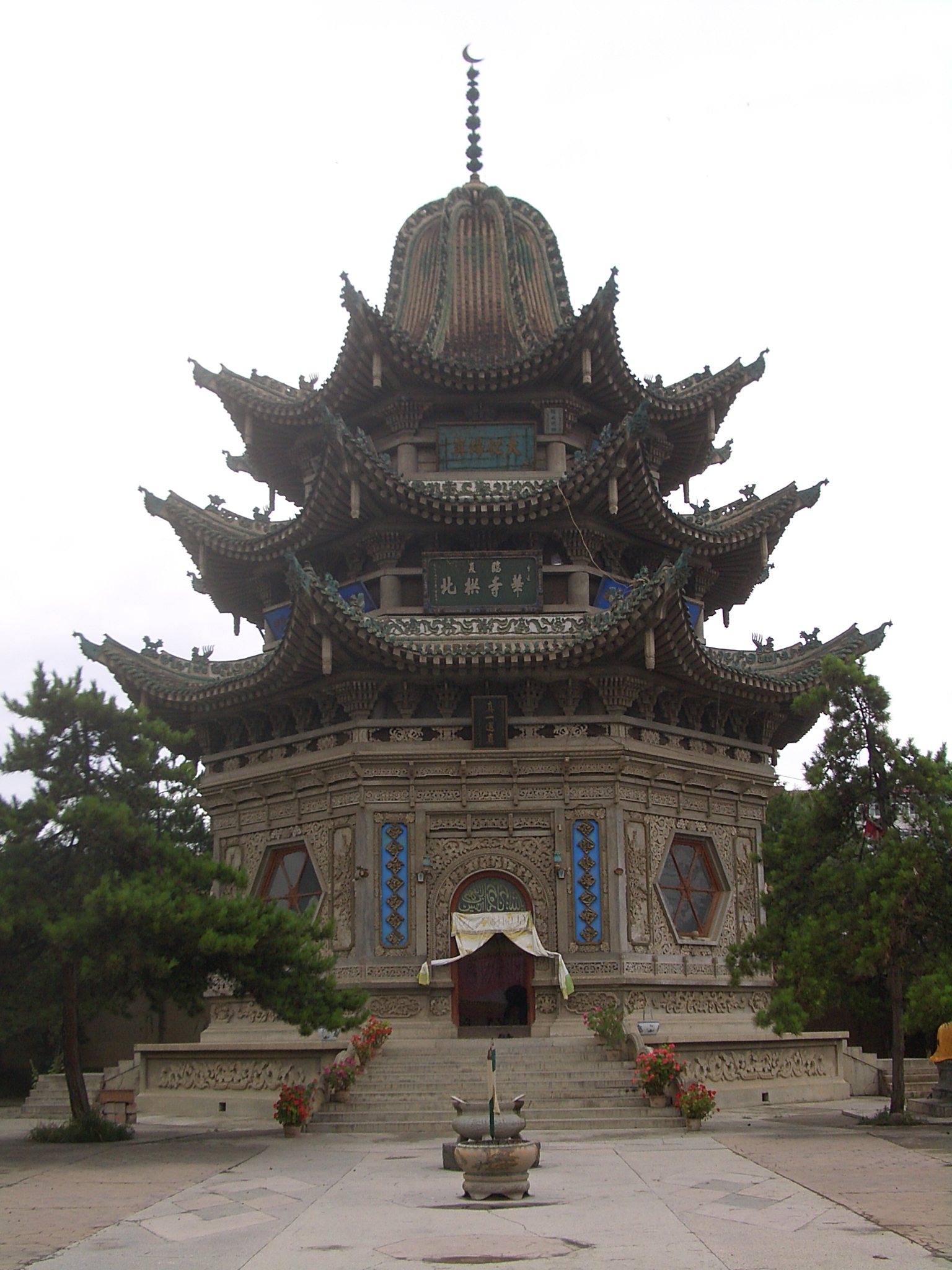
Суфійський храм у Китаї. Переплетення даоської й ісламської архітектури

## Хронологія історії суфізму
- VIII ст. н.е. аскетизм поступово почав трансформуватися у суфізм.
- Наприкінці VIII – на початку IX ст.  — згадки про перших суфіїв (аскетів, які жили в Іраку та Сирії. Вони намагались збагнути зміст Корану, дотримувались його приписів та Суни, постів, приймали обітниці»[15]
- X—XI ст. — ріст популярності суфійського способу життя й світогляду. У цей період були створені твори, у яких зафіксувалися головні положення «суфійської науки» (ільм ат-тасастуф) і загалом склалася властиво суфійська традиція. Автори класичної суфіцської літератури систематизували суфійське знання й закріпили властиву лише суфіям термінологію (істілахат аль-каум)[13].
- XII - XIII ст.  —  з'являється «філософський суфізм», суфізм відходить від принципів мусульманської єдинобожності, запозичує ідеї у представників християнської, грецької, перської, індійської культур.

## Виникнення й формування
Відокремлюють два етапи розвитку суфізму упродовж 150 років, між 750 та 900 рр. Перший - аскетичний, з турботою тільки про особисте спасіння відлюдника. Суфізм на другому етапі розвитку супроводжує аскетизм поверненням до суспільства, задля роз'яснень відповіді, виживання та розвитку. Пізній суфізм — це суфізм «орденів» («суфійських братерств»).
Слово «тасастуф» (суфізм) у Корані й Сунні не згадується. Однак основи суфізму були сформульовані пророком Мухаммадом за допомогою Корану, або знайшли відображення в хадисах. Аскетичний спосіб життя й практика вдосконалювання своїх духовних якостей, що поклали початок суфізму, виникли ще в часи пророка Мухаммеда. Ісламська традиція приписує їх таким сподвижникам пророка Мухаммада як Абу Дарда, Абу Зарр аль-Гіфарі, Хузайфа, Салман аль-Фарісі й іншим, однак фактичний початок формування суфізму все-таки варто віднести приблизно до середини VIII — початку IX в. Першою людиною, якого називали суфієм був або куфієць Джабір ібн Хайян (пом. в 767 р.), або інший куфієць по імені Абу Хашим.
До суфізму в основному примикали збирачі хадисів (мухаддиси), мандрівні проповідники (куссас), читці Корану (курра), учасники джихаду (муджахиди), а також частина християнського населення, що прийняла іслам.
Причин виникнення й розвитку аскетико-містичних тенденцій в ісламі багато. Серед найбільш помітних можна відзначити соціально-політичні безладдя перших двох століть існування мусульманської громади, що породила ескапістські настрої, а також загальне ускладнення релігійного життя, що супроводжувалося поглибленими ідейними й духовними пошуками. Вплив інших релігійно-філософських систем (у першу чергу християнства) також внесло чималий вклад у розвиток суфізму.
Типовими рисами практики ранніх суфіїв було міркування над змістом Корану, найсуворіше дотримання його приписів і сунн пророка Мухаммеда в повсякденному житті, багаторазові додаткові молитви, чування й пости (навафіл). Суфії відрізнялися відмовою від усього мирського, благочестям у повсякденному житті, відмовою від співробітництва зі світською й військовою владою, покладанням на волю божу (таваккул) і так далі. Для перших суфіїв був характерний культ бідності (факр), есхатологічні й покаянні настрої. Вони були вдоволені своєю земною долею (рида) і терпляче переносили страждання й труднощі (сабр).
На відміну від абстрактних богословських міркувань мутазилітів і слідування «букві» священних текстів традиціоналістів, суфійські вчення споконвічно були антропоцентричними. Їм був властивий глибокий аналіз дрібних рухів душі людини, схованих мотивів її вчинків, а також увага до особистого переживання й внутрішнього усвідомлення релігійних істин. Так, один із засновників суфізму аль-Хасан аль-Басрі створив «науку про серця й помисли» (аль-кулуб валь-хаватир) і про людські наміри (нійат). У висловленнях і проповідях учнів і послідовників аль-Хасана аль-Басрі Рабаха ібн Амра, Рабії аль-Адавії й ад-Дарані з'явилися мотиви безкорисливої любові до Бога (махабба, хубб), непозбудної туги за Ним і прагнення зблизитися з Ним. Починаючи з IX в. ці мотиви стали характерною особливістю й розпізнавальною рисою суфізму, додавши йому виразний містичний відтінок.
Протягом IX в. з'являється ряд суфійських шкіл й активна розробка теорії й практики суфізму. Найбільш впливовими школами в той час були басрійська, багдадська й хорасанська. Представники цих шкіл дають докладні описи її «станів» містика (хал) і «стоянок» (макам). Як й в інших містичних вченнях, її розглядали як «шлях» (тарикат), проходячи який суфій очищається від «мирської скверни» і зближається з Богом. У вченні про «наміри» головний акцент робився на щирість і безкорисливість (іхлас, сідк). У зв'язку із цим суфії стали розробляти способи самоспостереження й самоконтролю (муракаба або мухасаба). Подібне вчення, яке сформульоване багдадським суфієм аль-Мухасібі, набуло безліч адептів, яких стали іменувати маламатія.
До кінця IX в. суфізм зблизився із шиїтським й ісмаїлітським езотеризмом. Найважливішим елементом цих течій було символіко-алегоричне тлумачення тексту корану (тавіль) і добування його «схованого» змісту (батин), що доступний лише «посвяченим». Традиції тавіля дали початок теософським вченням про світобудову й містичне одкровення (кашф). Суфізм сприйняв також елементи алхімії, фізіогноміки, науки про символіку цифр і букв (джафр) і так далі.
У ході теософських міркувань ряд суфійських мислителів, серед яких ан-Нурі (пом. в 907 р.) і аль-Харраз (розум. в 899 р.), прийшли до ствердження, що кінцевим пунктом «шляху до Бога» є не тільки його «споглядання» (мушахада), але й «знищення», «розчинення», а потім «перебування» у Бозі особистості суфія (фана/бака). Ці твердження викликали різку критику суннітських богословів, тому що були витлумачені ними як визнання субстанціонального поєднання (іттіхад, хулул) Бога й людини. Деякі автори теософських й екстатичних висловлень (ат-тустари, ас-салімія, аль-хакім ат-тірмізі, ан-нурі) часто переслідувалися владою, однак лише деякі з них піддавалися покаранню публічною стратою (аль-Халладж, Ібн Ата, Айн аль-Кудат, аль-Хамадані). Знаменитий «сп'янений» містик аль-Бістамі оповідав у поетичній формі про своє «сходження» (мірадж) до божественної сутності й єднання з нею. Він проповідував крайні форми суфійського переживання й зазнав в себе на батьківщині в широкої популярності й авторитету. Підозріле ставлення до суфіїв з боку суннітських авторитетів змушувало суфіїв бути обережними. Суфії шукали компромісні рішення й невпинно проголошували свою прихильність Корану й сунні пророка Мухаммеда. «Помірні» суфії (аль-Джунайд й ін.) відмежовувалися від найбільш сміливих висловлень представників «крайнього», або «екстатичного» суфізму (аль-Бістамі, аль-Халладж й ін.).
Соціальну базу раннього суфізму становили в основному дрібні торговці й ремісники. Людей з богословською освітою серед них було мало. Уже на ранньому етапі суфізму найважливішим елементом суфізму було оволодіння його теорією й практикою під керівництвом духовного наставника (шейха, муршида). Шейхи жадали від починаючих суфіїв (мюридів) повного підпорядкування й визнання його авторитету у всіх релігійних і світських питаннях. Найбільших суфійських учителів стали йменувати «святими» (валі, авлія) або «божественними полюсами» (кутб, актаб). У цьому можна вбачати вплив шиїтських вчень про імамів. Мюриди й прості люди почали приписувати своїм наставникам «богообраність», здатність до здійснення чудес (карамат), тлумаченню «схованого» змісту священних текстів тощо. Перекази про подвиги «святих» ставали творами фольклору, обростаючи при цьому неймовірними подробицями. Дійшло до того, що наприклад, аль-Хакіма ат-Тірмізі фактично прирівняв авлію в правах із пророками й думав, що суфійська «святість» є новим етапом пророцтва.
Передача суфійського знання й «благодаті» (барака) від шейха до мюрида здійснювалася в процесі тривалого навчання. По закінченні навчання учень одержував з рук учителя суфійське руб'я (хірка), що надавало право на самостійну проповідь. Зазвичай вихідці з різних областей ісламського світу мюриди поверталися в рідні місця. Там вони засновували суфійські гуртки (халакат) і обителі (завія, ханака) для підготівки вже своїх учнів, що забезпечило швидке поширення суфізму.

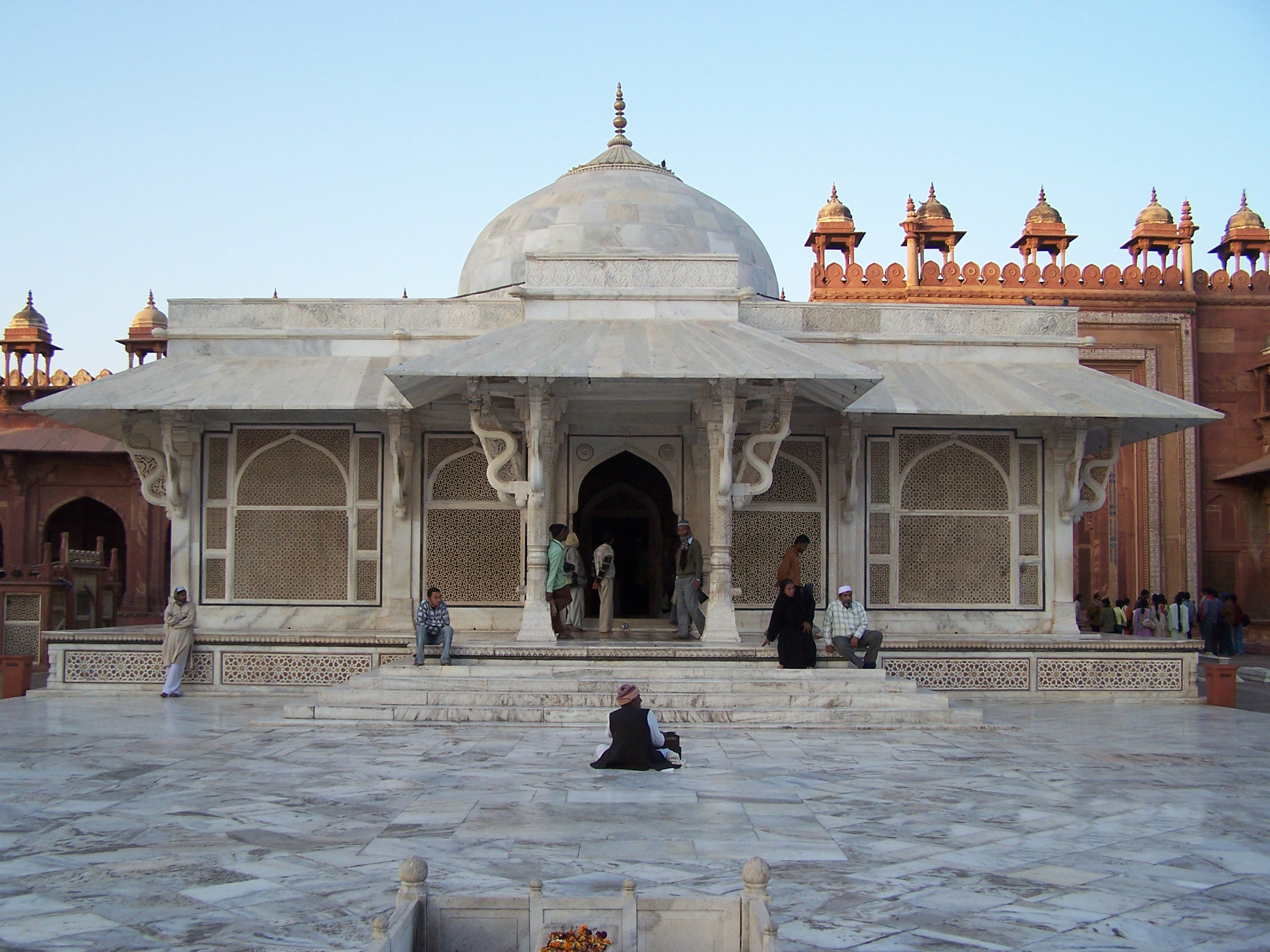
Суфійська мечеть в Індії. Видно як ісламські традиції переплітаються з індуїзмом.

## Суфізм у релігійному житті мусульманської громади
Незважаючи на опір сунітських богословів, які бачили в суфійських діячах своїх суперників у боротьбі за вплив на віруючих, в XII-XIII століттях суфізм стає важливим елементом релігійного життя мусульманського суспільства.
Великий внесок в інтеграцію ідей суфізму в ортодоксальний сунітський іслам належить Абу Хаміду аль-Газалі, що визнав цінність морально-етичних норм і способів глибокого усвідомлення змісту віри, вироблених суфіями, а також не заперечував правочинності деяких ключових елементів суфійської практики, таких, як зикр, «усамітнення» (халва). В основі проповідей Абдул-Кадіра аль-Джилані лягло морально-етичне вчення суфізму, очищене від екстатичних і теософсько-спекулятивних елементів. Із впливом суфізму змушені були рахуватися правителі областей і міст.
Поховання суфійських «святих» (турба) стають об'єктами паломництва. У деякі області, населення якого сповідало язичництво, іслам проникав у цей час винятково у формі суфізму. Мандрівні й осілі дервіші створювали обителі (завія, ханака, рибат), які перетворювалися в центри місіонерської пропаганди і релігійного життя.
У середині XII — початку XIII століття навколо завій, особливо в містах, починають складатися суфійські братства (тарікат). На відміну від християнських чернечих орденів, суфійські братерства менш строго організовані й не мали централізованого управління. Перші братства сухравардія й кадирія, виникли в Багдаді й поширилися по всьому ісламському світі. Їхніми фактичними творцями були не стільки їх епоніми, скільки їхні учні й послідовники. З появою інституту тарікатів вплив суфізму на релігійне життя мусульманської громади ще більше зріс. Багато суфійських шейхів дотримувалися принципу невтручання в мирські справи й уникали прямих контактів із владою. Суфії і їхні організації мали тенденцію до зближення з народними масами, а культ суфійських «святих» займав важливе місце у віруваннях і практиці «народного» ісламу.
«Вульгаризація» суфізму привела до спрощення його теорії й практики. Це викликало осуд як з боку суфійських авторитетів, так і з боку ортодоксальних сунітів, що критикували суфізм за практикування «неприпустимих нововведень» (біда) і перекручення положень шаріату. У таких умовах найбільш життєздатною і прийнятною виявилася «джунайдівська» модель суфізму, що пропонувала строге виконання релігійних обов'язків, запобігання екстатичних трансів і лягла в основу ідеології більшості тарікатів. Більшість сунітських богословів змушені були визнати правочинність ряду основних положень суфійської теорії й практики.
У кожному окремому регіоні на ідеологію суфійських організацій наклали відбиток місцеві етноконфесійні особливості й традиції. Багато положень суфізму змішалися з язичеськими віруваннями які побутували раніше серед корінного населення. Серед цих вірувань можна відзначити культ предків, анімізм, магія й так далі. В Індії суфізм зазнав впливу від буддизму індуїзму.

## Інтелектуалізація
У зв'язку із широким поширенням ідей суфізму серед різних шарів мусульманського суспільства в XII—XIII ст. розвиток одержала спекулятивно-езотерична сторона суфійського вчення, що становила інтерес у першу чергу для освічених мусульман. «Практичний» же суфізм орієнтувався головним чином на задоволення духовних запитів народних мас. Суфійська інтелектуальна еліта повною мірою засвоїла ідеї мутакалімів і філософів. До того ж з'явилися доктрини, які обґрунтовували містичну практику й переживання як спосіб збагнення таємниць буття. Ас-Сухраварді (пом. в 1191 р.), Ібн Арабі (пом. в 1240 р.), Ібн Сабін (пом. в 1268-69 або 1271 р.), Абдурраззак аль-Кашані (пом. в 1329 р.), Абдул-Карім аль-Джилі (пом. в 1428 р.) і інші автори подібних доктрин широко використовували релігійно-філософську спадщину ірано-семітської й елліністичної культури, переробивши її в ісламському дусі. Їхня творчість багато в чому визначила подальший розвиток не тільки суфійської ідеології, але й всієї мусульманської інтелектуальної й духовної культури.
Парадоксальність, складність вираження й діалектичність мислення найбільших суфійських теоретиків нерідко викликало протест із боку сунітських богословів (напр. Ібн Таймія), однак в умовах ідейного домінування суфізму їхні протести нерідко зустрічали рішучу відсіч. Філософський суфізм досяг розквіту в XIII—XIV ст. і пізніше втратив свою творчу потенцію. Вироблені ним концепції «досконалої людини» (аль-інсан аль-каміл), «єдності буття» (вахдат аль-вуджуд), «самопрояву Абсолюту» (таджалі) і «еманації» (файд, судур) стали об'єктами полеміки між суфіями й ортодоксальними сунітами.
Концепції суфізму одержали відображення в численних поетичних творах. Суфійська символіка, образи й мотиви пронизують як релігійну, так і світську персомовну поезію. Серед відомих середньовічних авторів можна відзначити Джалалуддіна Румі, Санаї, Сааді, Іракі, Амір Хосрова Дехлеві, Гафіза, Джамі, Ансарі, Нізамі, Пахлавана Махмуда й ін. Поезія арабів, тюрок й інших мусульманських народів у меншому ступені була піддана цьому впливу.

## Багатоликість
Гнучкість суфізму й «відкритість» стороннім впливам зробили його вкрай неоднорідним. Будучи споконвічно проповіддю смиренності й відходу від мирської суєти, він протягом своєї історії не раз ставав спочатку ідеологією повстанських і махдистських рухів, а пізніше — антиколоніальної боротьби. Серед відомих повстань: «повстання муридів» в Андалусії, релігійно-політичний рух в Анатолії на чолі із шейхом Бадруддином, Кавказька війна на чолі із Шамілем і т. д.
Після визнання суфізму більшістю мусульманських авторитетів, під його прикриттям стали діяти різного роду громади й течії «крайнього» толку (хуруфія, ахл-і хакк і т.п.). На Близькому Сході поширилися братства, що сповідували змішану суфійсько-шиїтську доктрину (бекташія, маулавія, нурбахшія, німатуллахія, кубравія, халватія, захабія). Шиїтські мислителі XIV-—XVII ст. охоче зверталися до філософської спадщини суфізму. Вони ототожнюючи главу суфійської духовної ієрархії (кутб) з «прихованим» імамом, а також уважали Ібн Арабі й інших відомих суфіїв своїми вчителями.

## Сучасний суфізм
Зі збільшенням числа суфіїв спостерігається процес бюрократизації його інститутів. Якщо раніше шейх таріката здійснював свої функції не безпосередньо, то тепер він робив це через численних посередників (халіфа, мукаддам). Ускладненні структури братств і більш строга регламентація їхнього внутрішнього життя створило ґрунт для відпадання від основного братства безлічі вторинних братств. Ці братства у свою чергу також продовжували «розгалужуватися», що збільшило число братств і конкуренцію між ними. Намагаючись зберегти або розширити сфери впливу, суфійські шейхи прагнули заручатися підтримкою світської влади. У результаті цього верхівка братств все частіше виявлялася залежно від правлячої верхівки, а в деяких країнах фактично зрослась із нею. Свого роду протестом проти цих негативних явищ стало відродження традицій маламатія й поява великої кількості мандрівних дервішів, не пов'язаних з яким-небудь із братств.
В XIX — початку XX в. суфізм продовжував грати важливу політичну й релігійну роль у житті ісламських держав. Сильного удару по позиціях суфізму завдали такі явища, як загальна секуляризація суспільств на Сході й зміни в їх господарському й культурному житті. У більшості арабських країн суфізм зазнала різкої критики релігійно-політичних кіл, які ратували за «відновлення» ісламу відповідно до вимог часу або за повернення до його «первісної чистоти».
Проти суфізму і його ідеологічних установок виступили також прихильники «арабського» й «ісламського» соціалізму. Суфійських шейхів обвинувачували в пасивності й навіть у співробітництві з колонізаторами, у підтримці консервативних і контрреволюційних кіл. У деяких мусульманських країнах, як наприклад у Туреччині, діяльність суфійських тарікатів була заборонена. У країнах Північної Африки з'явилися нові тарикати: алавія (засновник Ахмад аль-Алаві, пом. в 1934 р.), маданія (засновник Мухаммад аль-Мадані, пом. в 1959 р.), хамідія-шазілія (засновник Салама ар-раді, пом. наприкінці 50-х років).
У наші дні слідування суфізму не заважає його адептам виконувати свої соціальні функції. Виключення становлять шейхи і його найближчі сподвижники. Основну масу суфіїв становлять не тільки нижчі соціальні шари, але й представники середнього класу. Членство в тарікаті багато в чому обумовлено сімейними традиціями й не є наслідком духовних пошуків.
Суфізм є одним з об'єктів уважного дослідження як мусульманських, так і західних учених. Більшість мусульманських учених ставляться до нього упереджено (або засуджуючи або виправдуючи й вихваляючи). Західноєвропейські, американські і японські сходознавці іноді схильні перебільшувати вплив на суфізм християнських доктрин й осучаснювати його поняття.
Група дослідників і філософів, бачачи в суфізмі панацею від духовної кризи суспільства, виступають із пропагандою відродження традицій і концепцій суфізму. Завдяки цій пропаганді, у ряді західноєвропейських країн й у США з'явилися гуртки й товариства, що дотримуються доктрин «модернізованого» суфізму.

## Вчення
Метою суфізму є виховання «досконалої людини» (інсан каміль), вільної від мирської суєти й спроможної піднятися над негативними якостями своєї природи. Суфізм надихав своїх послідовників, розкривав у них глибинні якості душі і зіграв велику роль у розвитку естетики, етики, літератури й мистецтва.
На думку суфіїв шлях удосконалення духовного світу кожної людини було показано на прикладі життя пророка Мухаммада й виражений в 21 аяті сура Аль-Ахзаб
| " | Був для вас у посланнику Аллаха гарний приклад тим, хто сподівається на Аллаха й останній день і поминає Аллаха багато Аль-Ахзаб 33:21 (Якубович) | " |

Суфізм удосконалює духовний світ людини. Завдяки йому мусульманин може послабити вплив на особистість матеріального світу й піти по шляху постійного духовного вдосконалювання, безкорисливого й відданого служіння Богові. За допомогою суфізму людина може реалізувати такі приховані якості своєї душі, такі як віра (іман), покірність (іслам), терпіння (сабр), достаток (зараді), сподівання (тавакуль) і боротися з такими прихованими відвертими пороками, як нетерпимість, гординя, скнарість.
Духовне виховання особистості неможливо здійснити тільки за допомогою механічного виконання обрядів і правових положень, а шлях духовної практики не дозволяє релігії закостеніти й позбутися духу. На відміну від правової науки (фікх), що регулює тільки зовнішні, видимі аспекти проблем, суфізм має здатність впливати на духовний світ людини за допомогою щирого й відданого служіння Богові.

## Суфійська наука
Суфізм — це особлива, ірраціональна ісламська наука, яку неможливо осягнути шляхом емпіричних досвідів або логічних доказів. Положення суфізму повинні осягатися душею й серцем людини й прийматися на віру. Із цієї причини, шлях духовної досконалості суфія лежить тільки через повне підпорядкування вчителеві (муршиду) і виконання всіх його вказівок. Суфізм, також, як і всі інші ісламські дисципліни має своїми джерелами Коран і Сунну пророка Мухаммада і його перших сподвижників.
Суфійська література
Суфійська традиція зложилася в X-XI століттях і відрізнялася від інших ідейних й релігійних течії в ісламі. У цей час були створені твори, у яких зафіксувалися головні положення «суфійської науки» (ілм ат-тасастуф). Автори цих «класичних керівництв» по суфізму намагалися довести правочинність існування суфізму в лоні ісламу й виправдати його теорії й практики. Найважливішим підсумком їхньої діяльності була систематизація суфійського знання й закріплення особою суфійської термінології (істілахат аль-каум) для позначення різних елементів суфійської практики.
Серед творів, які дійшли до нас, особливо виділяються наступні:
- Харіс ібн Асад Мухасібі «ар-Ріая лі-Хукукуллах» — один з перших класичних творів по суфізму
- аль-хакім ат-тірмізі «Хатм аль-вілайя»
- Абу Наср ас-Саррадж ат-Тусі «Кітаб аль-люма» — коштовна допомога із суфізму, де дається опис його джерел, термінології й історії виникнення
- Абу Бакр аль-Калабазі «Кітаб ат-таарруф» — описи й пояснення основних понять суфізму
- Абу Таліб аль-Маккі «Кут аль-кулуб» — застосування практики суфізму в аскезі й молитвах
- ас-суламі «Рісалат аль-маламатія» й «Адаб ас-сухба»
- аль-Кушайрі «Рісала фі-т-тасастуф» — систематизація положення суфізму з позиції сунітского ісламу
- аль-худжвірі «Кашф аль-махджуб» (на фарсі)[17].
- Абу Хамід аль-газали «аль-іхья Улум ад-дін»
- Абу Хафс Умар Сухраварді «Аваріф аль-мааріф»
- Мухйіддін аль-арабі «Фусус аль-хікам» й «Футухат аль-маккія»
- Джалаладдін Румі «Маснаві» (на фарси)[14]

Історія тасастуфа
Серед біографій ранніх суфіїв найбільш відомі:
- ас-Суламі «Хакаік ат-тафсир» — відображення суфійської традиції езотеричного тлумачення Корану
- він же, «Табакат аса-суфія»
- Абу Нуайм «Хільят аль-авлія» — у цій книзі автор зараховує до «ранніх» суфія Алі ібн Абу Таліба й інших сподвижників пророка Мухаммеда[17].

Тлумачення Корану
Пріоритети суфізму в духовному вдосконалюванні особистості визначили його методологічні особливості стосовно Корану й сунн пророка Мухаммеда. Так, при тлумаченні Корану, середньовічні суфії спробували пояснити аяти, які віднесені в розряд незбагненних для людського розуму (муташабіх). Методологія суфізму у відношенні тлумачення Корану часто вступають у протиріччя з положеннями ортодоксального Ісламу, що не приймає алегоричне тлумачення (тавіль) схованих (батін) смислів Корану.
Одними з найвідоміших тлумачень Корану, написаних по суфійській методології є:
- Абу Абдуррахман Суламі «Хакаік ат-тавсір»
- Абдул-Карім Кушайрі «Латаіф аль-ішарат»
- Абдурраззак Кашані «Тавілат аль-куран»
- Німатуллах Нахджувані «аль-фаватіх аль-ілахія»
- Бурсалі И. Хаккі «Рух аль-байан»

Сунна
При відборі хадисів класики суфізму звертали увагу на їхню духовну складову й майже не звертали уваги на проблеми достовірності цих хадисів і перевірку ланцюгів їхніх передавачів. Із цієї причини в суфійських збірниках хадисів, міститься велика кількість слабких і навіть сумнівних хадисів з погляду сунітської методології.
Найбільш авторитетними збірниками хадисів у суфізмі є:
- Хакім Тірмізі «Навадір аль-усул»
- Абу Бакр Калабазі «Бахр аль-фаваід»
- Ахмад ар-ріфаі «Халяту Ахлі'ль-Хакіка мааллах»
- Садр ад-дін аль-Кунаві «Шарху хадіс-і арбаін»
- Ібн Абу Джамр «Бахджат ан-нуфуз»

Фикх
Розвиваючись у лоні ортодоксального сунізму, суфізм не заперечує правові аспекти релігії й розцінює ісламське право (фікх) як невід'ємну частину релігії. Суфізм надає духовність правовим рішенням факіха, що опирається на першоджерела й альтернативні методи іджтіхада. Завдяки суфізму, Закон здобуває піднесені моральні якості й не дозволяє релігії перетворитися лише в механічну систему виконання Закону. Суфізм допомагає розвити приховані (батін) духовні аспекти в кожним правовому розпорядженні.

## Тарікати
Шлях до духовної досконалості за допомогою служіння Аллахові відбувається різними шляхами. Ці шляхи називаються тарікатами. У кожного таріката є духовний наставник (муршид, шейх).
| Назва                               | Засновник (епонім)                  | Територія |
| ----------------------------------- | ----------------------------------- | --- |
| Айссауа (араб. الطريقة العيساوية)   | Ель-Хаді ібн Айс (1465-1526)        | Марокко, Алжир, Туніс                                                                                         |
| Бадавія (араб. الطريقة الأحمدية)    | Ахмад аль-Бадаві (пом. в 1276 р.)   | Єгипет |
| Бекташі (тур. Bektaşilik)           | Хаджі Бекташ (пом. в 1270/1271 р.)  | Османська імперія, Албанія й Боснія                                                                           |
| Кадирія (араб. قادرية)              | Абдул-Кадир аль-Джилані (1077-1166) | Османська імперія, Індонезія, Афганістан, Індія, Бангладеш, Пакистан, Балкани, Китай, Західна й Східна Африка |
| Кубравія (араб. كبروية)             | Наджм ед-Дін Кубра (1145-1221)      | Середня Азія                                                                                                  |
| Мевлеві (тур. Mevlevilik)           | Джалаладдін Румі (1207-1273)        | Османська імперія                                                                                             |
| Накшбанді (перс. نقشبندیه)          | Бахауддін Накшбанд (1318-1389)      | Середня Азія, Близький Схід, Індія, Пакистан                                                                  |
| Німатуллахі (перс. سلسله نعمت‌اللهی) | Шах Німатулла (1330-1431)           | Іран, Європа, Західна Африка, Північна Америка                                                                |
| Рифаія (араб. رفاعية)               | Ахмад ар-Рифаї (1118-1181)          | Арабський Близький Схід, Османська імперія, Балканський п-ів, Південна Азія                                   |
| Сенусія (араб. سنوسية)              | Мухаммад ас-Сенусі (1787-1859)      | Лівія, Судан                                                                                                  |
| Сухравардія (араб. سهروردية)        | Шихабуддін Сухраварді (1144-1234)   | Індія |
| Тиджанія (араб. تيجانية)            | Ахмед Тіджан (1737-1815)            | Алжир |
| Чішті (перс. چشتیه)                 | Муінуддін Чішті (1141-1230)         | Індія |
| Шазілія (араб. شاذلية)              | Абуль-Хасан Алі Шазалі (1196)       | Єгипет |
| Ясавія                              | Ахмед Ясаві (1103-1166)             | Центральна Азія                                                                                               |

## Суфійська термінологія
- Байа (араб. بيعة) — обряд ініціації, при якому мюрид дає своєму муршиду присягу (клятву) про те, що він залишиться вірний йому й буде виконувати всі його вказівки.
- Ваджд — екстатичне переживання присутності Божества.
- Вахдат аль-вуджуд (араб. وحدة الوجود) — єдність буття.
- Ґайб (араб. غيب) — таємне, недоступне людському розуму
- Інсан Каміль (араб. إنسان كامل) — ідеал досконалої людини, що перемогла в собі нафс і досягла стану хакіка.
- Макам (араб. مقام) — духовний стан на шляху самовдосконалення, що характеризується певною стабільністю; «стоянка» таріката.
- Нісбат — духовний зв'язок між мюридом і мюршидом.
- Семаа (араб. سماع — слухання) — різновид зікра, що містить у собі спів, гру на музичних інструментах, танець, декламацію віршів і молитов, носіння шат, що мають символічне значення, і ін.
- Сілсіла (перс. سلسلة — ряд, ланцюг) — духовна генеалогія суфійських шейхів, що сходить до пророка Мухаммада.
- Фана (араб. فناء) — концепція розчинення містика в Бозі.
- Хакікат (араб. حقيقة — істина) — фінал духовного самовдосконалення, що означає повне звільнення від куфра і ясний умогляд гайба.
- Ханака (перс. خانگاه), Завія (араб. زاوية), Теккіє (тур. tekke) — суфійська обитель.